# L'Appartement du troisième (téléfilm)
Pour la nouvelle, voir L'Appartement du troisième.
L'Appartement du troisième (The Third Floor Flat) est un téléfilm britannique de la série télévisée Hercule Poirot, réalisé par Edward Bennett, sur un scénario de Michael Baker, d'après la nouvelle L'Appartement du troisième, d'Agatha Christie.
Ce téléfilm, qui constitue le 5e épisode de la série, a été diffusé pour la première fois au Royaume-Uni le 5 février 1989 sur le réseau d'ITV.

## Synopsis
Hercule Poirot souffre d'un mauvais rhume apparemment causé par l'absence, depuis quinze jours, de toute affaire intéressante à résoudre. Pour le distraire de sa mauvaise humeur, le capitaine Hastings le convainc d'assister à une représentation théâtrale, Le Linceul fatal. Dans le même temps figurent également, parmi les spectateurs de la pièce, la jeune Patricia Matthews, locataire de l'appartement situé à l'étage au-dessous de celui de Poirot, et plusieurs de ses amis. Revenue à Whitehaven Mansions, en compagnie de ses trois amis – Mildred, Jimmy et Donovan –, la jeune femme s'aperçoit que la clé de son appartement ne se trouve plus dans son sac à main.
Après avoir écarté l'idée de faire de l'escalade le long de la façade de l'immeuble pour pénétrer dans l'appartement en cassant un carreau, Jimmy et Donovan décident d'emprunter le monte-charge de service de l'immeuble, habituellement destiné à monter les seaux de charbon depuis la cave, pour pénétrer dans la cuisine de l'appartement. Mais les deux jeunes gens se trompent et pénètrent par erreur dans l'appartement de l'étage inférieur, où ils ne tardent pas à découvrir le corps d'une femme assassinée. C'est alors que, attiré par le bruit provenant de la colonne du monte-charge et de la cage d'escalier, Hercule Poirot et le capitaine Hastings entrent en scène.

## Remarques
Lors de la première diffusion en France, la chaîne de télévision France 3 a recouru au titre "L'Appartement du 3e étage", qui n'apparaît cependant pas dans le doublage français du générique.
Le téléfilm présente quelques différences avec l'intrigue de la nouvelle. Plusieurs personnages du téléfilm n'apparaissent pas dans la nouvelle, entre autres le Capitaine Hastings, l'Inspecteur Japp et Miss Lemon, ainsi que quelques personnages secondaires.
Par ailleurs, le nom de la jeune voisine de Poirot, qui était "Patricia Garnett" dans la nouvelle, devient "Patricia Matthews" dans le téléfilm, tandis que les noms de famille de Jimmy et Mildred ne sont pas cités dans le téléfilm. A contrario, le personnage de la femme de chambre de la victime, qui était évoqué au détour de deux phrases dans la nouvelle, acquiert une identité dans le téléfilm.
Autre nuance dans l'adaptation : le téléfilm se déroule, pour des raisons de fidélisation du spectateur (qui conduisent les scénaristes à recourir également aux personnages de Hastings, Japp et Miss Lemon), dans ce qui, au fil des œuvres écrites mettant en scène Poirot, se révèle son domicile le plus "connu", Whitehaven Mansions, alors que, dans la nouvelle, Poirot réside sous un nom d'emprunt à Friar's Mansions.

## Fiche technique
- Titre français : L'Appartement du troisième
- Titre original : The Third Floor Flat
- Réalisation : Edward Bennett
- Scénario : Michael Baker, d'après la nouvelle L'Appartement du troisième (The Third Floor Flat) (1929) d'Agatha Christie
- Décors : Rob Harris
- Costumes : Sue Thomson
- Photographie : Ivan Strasburg
- Montage : Derek Bain
- Musique : Christopher Gunning
- Casting : Rebecca Howard
- Production : Brian Eastman
  - Production déléguée : Nick Elliott et Linda Agran
- Sociétés de production : Picture Partnership Productions, London Weekend Television
- Durée : 50 minutes
- Pays d'origine :  Royaume-Uni
- Langue originale : Anglais
- Genre : Policier
- Ordre dans la série : 5e épisode - (5e épisode de la saison 1)
- Première diffusion :
  -  Royaume-Uni : 5 février 1989 sur le réseau d'ITV

## Distribution
- David Suchet (VF : Roger Carel): Hercule Poirot
- Hugh Fraser (VF : Jean Roche) : Capitaine Arthur Hastings
- Philip Jackson (VF : Claude d'Yd) : Inspecteur-chef James Japp
- Pauline Moran (VF : Laure Santana) : Miss Lemon
- Suzanne Burden (VF : Emmanuèle Bondeville) : Patricia Matthews[1],[2]
- Nicholas Pritchard : Donovan
- Robert Hines : Jimmy
- Amanda Elwes : Mildred
- Josie Lawrence : Ernestine Grant
- Susan Porrett : Trotter (la femme de chambre)
- Alan Partington : inspecteur Flint
- James Aiden : Major Sadler
- Gillian Bailey : Mme Sadler
- Norman Lumsden : le pasteur
- George Little : Dicker (le concierge)
- Jona Jones : un agent de police
- John Golightly : un déménageur
- Peter Aubrey : un déménageur
- Helena McCarthy : le propriétaire du café